# Burgruine Altenburg (Felsberg)

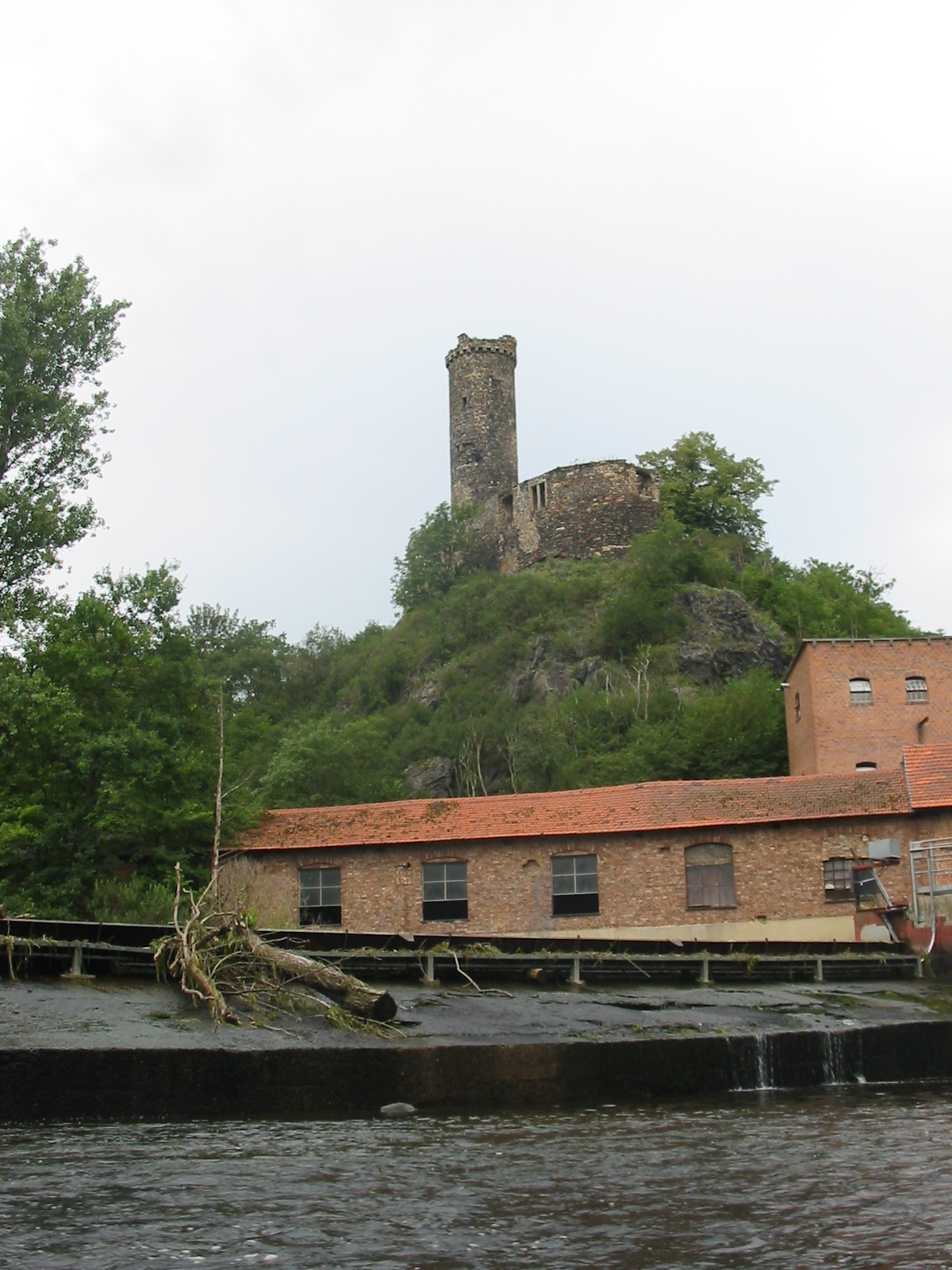
Burgruine Altenburg

Die Altenburg bei Felsberg ist die Ruine einer mittelalterlichen Höhenburg auf 160 m ü. NN beim Felsberger Ortsteil Altenburg im Schwalm-Eder-Kreis in Hessen. Sie steht auf einer Basaltkuppe am nördlichen, linken Ufer der Eder direkt gegenüber der Einmündung der Schwalm. Die Altenburg ist die ältere und kleinere Schwesterburg der etwa 2 km nordöstlich gelegenen Felsburg an der alten Handelsstraße Frankfurter Landstraße.

## Heutiger Zustand
Erhalten sind heute der schlanke, hohe Bergfried mit Teilen seines Zinnenkranzes, Teile der Ringmauer und ein Rest Mauern des einstigen Wohntrakts im oberen Burghof sowie auf der rechten Seite des Burgeingangs zwei Kellerräume mit Tonnengewölben. Die Ruine soll saniert werden.

## Geschichte
Die Altenburg war wahrscheinlich der erste Wohnsitz der im Jahre 1060 erstmals erwähnten Amtsgrafen von Felsberg (Velisberc), die ab 1072/1090 und bis 1286 die nahe gelegene Felsburg bewohnten. Als mutmaßliche Erbauer werden Angehörige eines früheren Amts- bzw. Vizegrafengeschlechts unbekannten Namens angenommen. Die Landgrafen von Thüringen hielten diesen wichtigen Kontrollposten am Übergang der Frankfurter Straße über die Eder. Die größte Bedeutung der Altenburg war wohl in der Zeit, nachdem Erzbischof Konrad I. von Mainz 1185 auf dem gegenüber liegenden Ederufer die Heiligenburg als Stützpunkt gegen die Landgrafen erbaut hatte.
Erst 1322 wurde die Burg als Aldinburg urkundlich erwähnt, als die Witwe Katherina des Ritters und Ministerialen Werner von Besse und ihre Söhne und übrigen Erben die Burg mit der dazugehörigen Wassermühle und der Fischerei an Landgraf Otto I. von Hessen gegen 4 Hufen vor der Stadt Felsberg tauschten. In der Folge werden die Herren von Elben, von Holzheim und von Linne als landgräfliche Burgmannen auf der Altenburg genannt.
Landgraf Heinrich II. erneuerte 1333 die Altenburg, um seine Stellung gegenüber Kurmainz zu stärken. 1352 gab er die Hälfte der Burg den Brüdern Hermann und Gottschalk von Holzheim als Pfandlehen, und sie ging bald darauf mit dem Erwerb des Anteils derer von Elben als Erbburglehen mehrheitlich in deren Besitz über. Die Brüder errichteten die Mantelmauer und bauten zwischen 1388 und 1392 den noch heute erhaltenen Bergfried. Im Verlauf einer schweren Fehde besiegte der mächtige Ritter Konrad II. von Spiegel zum Desenberg am 21. September 1367 in einem blutigen Gefecht bei der Altenburg eine Streitmacht des Abtes Berthold II. von Hersfeld. Landgraf Hermann II. festigte seine Stellung in Hessen, indem er Papst Urban VI. und dem römisch-deutschen König Wenzel im März 1388 lehnsweise die Altenburg mit den dazugehörigen Gütern überließ. Die Altenburg wurde daraufhin 1390 zum Adelsdorf erhoben. Neben den Herren von Holzheim mit fünf Achteln waren Anfang des 15. Jahrhunderts auch Thiele von Elben und Werner von Gilsa Teilhaber des Burglehens. 1428 erlangten auch die Holzsadel aufgrund ihrer Erbverbrüderung mit denen von Linne einen Anteil an der Burg, und 1489 erhielt auch Thiemo von Wildungen einen Burgsitz.
Im Bauernkrieg stieß 1525 ein fränkischer Bauerntrupp bis zur Altenburg vor, nahm sie ein und brannte sie nieder. 1527 übereignete Landgraf Philipp I. von Hessen – als Wiedergutmachung für die durch seine Mutter verursachten Beleidigungen, Vermögens- und Ertragsverluste – die Anwartschaft auf die Burg und die dazugehörigen Güter in Böddiger, Maden, Rhünda etc. an seinen ehemaligen Erzieher und Vormundschaftsregenten, den nun wieder eingesetzten Hofrichter und Statthalter an der Lahn, Ludwig I. von Boyneburg zu Lengsfeld (1466–1537), verbunden mit der Pflicht zum Wiederaufbau der Burg. Daraufhin kam die Burg samt Zubehör nach dem Tod Heinrichs von Holzheim, des letzten seines Geschlechts auf der Altenburg, im Jahre 1537 an die Boyneburg zu Lengsfeld. Ludwigs 1535 geborener Sohn Ludwig (III.) aus seiner zweiten Ehe mit Elisabeth von Meysenbug – ein älterer Halbbruder gleichen Namens war bereits 1529 verstorben – erbte die Altenburg und den Familienbesitz in und bei Felsberg. Sein Halbbruder und anfänglicher Vormund Georg von Boyneburg-Lengsfeld (1504–1564), landgräflicher Geheimrat, baute 1540 den zweigeschossigen Ostflügel des Palas (den Georgenbau) für 800 Gulden wieder auf; der westliche Wohntrakt blieb in Trümmern liegen.
Ludwig III. lebte nie auf der Altenburg, wurde landgräflicher Amtmann in Homberg an der Ohm und Borken und starb in Homberg im Jahre 1568. Nachfolger als Besitzer der Altenburg wurde sein Sohn Heidenreich (auch Heiderich; † 1612). Als dieser im Jahre 1594, weil er am 20. August 1592 im Streit den befreundeten Hofjunker Friedrich von Baumbach erstochen hatte, nach Verbüßung einer zweijährigen Haft aus Hessen verbannt wurde, verkaufte er die Altenburg an seinen jüngeren Bruder Urban I. von Boyneburg (1553–1639), seit 1585 unter Landgraf Wilhelm IV. von Hessen-Kassel landgräflicher Hofmarschall und dann unter Landgraf Moritz Geheimer Rat, 1608 Oberamtmann in der Herrschaft Schmalkalden, 1623 Kriegskommissar, 1626 Landvogt an der Werra, 1626 Kriegs-Obrister, 1631–1634 Statthalter von Fulda und zuletzt Kommandant der Festung Ziegenhain. Allerdings bewohnte er die Burg nie selbst, den sie wurde bereits 1631 im Dreißigjährigen Krieg von Tillys Truppen ausgeplündert und erheblich verwüstet; erst seine Witwe Anna Elisabeth, geb von Beuren, bezog 1639 ihren Witwensitz dort. Beider Sohn, Johann Friedrich († 1647), vermählt mit Elisabeth von Geyso, wohnte ebenfalls nicht auf der Altenburg, ließ aber 1640 den von Georg von Boyneburg errichteten östlichen Wohntrakt abreißen und durch einen zweistöckigen und mehrheitlich hölzernen Palas ersetzen.
Sein Sohn Johann Urban war der erste seiner Familie, der die Altenburg bewohnte. Er ließ, neben verschiedenen Wirtschaftsgebäuden, das 1721 fertiggestellte sogenannte Herrenhaus am nördlichen Fuß des Burgbergs bauen, bestimmte es zum Witwensitz seiner Frau und starb 1721 auf der Altenburg. Der allmählich verfallende Wohntrakt wurde noch bis 1760 zumindest teilweise bewohnt, aber Hauptwohnsitz wurde das unterhalb der Burg errichtete Herrenhaus. Johann Urbans Sohn, der Oberstallmeister Carl von Boyneburg, starb unverheiratet 1764 auf der Burg und sie fiel, nach langem Erbstreit mit denen von Butler zu Wildprechtroda und einem 1801 erfolgten Vergleich mit den Allodialerben, an den Reichsfreiherrn Georg August Adelbert Wilhelm von Boyneburg-Lengsfeld, einen Nachfahren des 1568 verstorbenen Ludwig III. von Boyneburg zu Lengsfeld. Die nicht mehr bewohnte und aufgrund des langen Erbstreits vernachlässigte Burg verfiel weiter, und die dortigen Wohngebäude wurden 1811 wegen Baufälligkeit abgerissen. 
1816 wurden dann neue Scheunen, Stallungen, eine Branntwein-Brennerei und eine Pächterwohnung auf dem Gelände des Gutshofs errichtet. Das Burgtor, das sich 1833 noch am ehemaligen Schlossgebäude befand, wurde später auf den Gutshof verlegt, und der Bergfried wurde mit einer Holztreppe versehen und als Aussichtsturm genutzt.
1911 wurde das Herrenhaus durch das Reichsgräflich und Reichsfreiherrlich von Boineburg-Lengsfeld’sche Rentamt erweitert; dabei wurde das Wappen der Reichsgrafen zu Boineburg und Lengsfeld am Giebel angebracht.
1943 suchten zahlreiche Altenburger Einwohner nach der Zerstörung der Edertalsperre (Operation Chastise) in der Nacht vom 16. zum 17. Mai auf der Altenburg Zuflucht vom Hochwasser. 1945 erlitt die Ruine weitere Schäden durch Beschuss von amerikanischen Panzern. 
Nach dem Ende des Zweiten Weltkriegs lebte der ehemalige Generalleutnant der Wehrmacht Hans Freiherr von Boineburg-Lengsfeld auf dem Gut, wo er im Jahre 1980 als letzter männlicher Spross des Stammes Boyneburg-Lengsfeld in Deutschland starb. Gut und Burgruine kamen an seine beiden Töchter.
Die Burgruine befindet sich noch immer im Privatbesitz der Familie von Boineburg und ist Besuchern nicht zugänglich. Sie kann nur einmal im Jahr beim Tag der offenen Tür besichtigt werden.